# Ulica Nikole Šubića Zrinskog
Ulica Nikole Šubića Zrinskog (lokalno poznata i kao Šetalište) je ulica u Mostaru. Južni je kraj parka Zrinjevac, a povezuje Trg hrvatskih velikana (Rondo) i Španjolski/Španski trg. Duga je 360 metara, a široka 12 metara. Ulica je 2012. potpuno renovirana. Poznata je po platanima zasađenim krajem 19. i početkom 20. stoljeća, te kao jedna od najljepših mostarskih ulica i jednog od glavnih mjesta za održavanje kulturnih događaja.

## Povijest
Ulica je nastala 1897. kao Štefanijino šetalište. Ono se originalno protezalo današnjim šetalištem, preko novonastalog trga (danas Trg hrvatskih velikana) i današnjom Ulicom kneza Branimira. Nakon 2. svjetskog rata uz dolazak komunističkog režima i proglašenja SFR Jugoslavije ulica je podijeljena na dva dijela po trgu. Sjevernom dijelu ulice ime je promijenjeno u Lenjinovo šetalište po vođi SSSR-a Vladimiru Lenjinu. Nakon rata u BiH šetalištu je ime ponovno promijenjeno, ovaj put po Nikoli Šubiću Zrinskom, te je polako propadalo zbog lošeg održavanja. Po željama i inicijativi građana 2012. šetalište je potpuno obnovljeno.

## Značajke
- Jugozapadni kraj ulice je Trg hrvatskih velikana na kojem se nalazi Hrvatski dom Herceg Stjepan Kosača.
- Južna strana
  - Bivša vila Eduarda Fesslera na Rondou danas je Rektorat Sveučilišta u Mostaru.
  - Prilaz SC Kantarevac
  - Zgrada sa sjedištem HDZ 1990
  - Na raskrižju s Bulevarom nalazi se Stara gimnazija
- Sjeveroistočni kraj ulice je Španjolski/Španski trg, nazvan po španjolskim/španskim vojnicima poginulim u ratu
- Sjeverna strana ulice je kraj središnjeg gradskog parka Zrinjevac

## Događaji
Nakon renovacije ulice, mnogi se kulturno-društveni događaji održaju na njoj. Vjerojatno najznačajniji događaj je Zimski grad, na kojem se održaju koncerti te prodaja raznih lokalnih proizvoda. Razne gradske manifestacije se na ulici održaju tijekom cijele godine, posebno za blagdane i državne praznike.